# Klarnamenszwang
Klarnamenszwang (auch: Klarnamenspflicht) bedeutet, dass ein Kommunikationsteilnehmer im Internet oder bestimmten Internet-Diensten gezwungen wird, seinen Realnamen anzugeben und damit seine wahre Identität preiszugeben.
Bestimmte Daten darf ein Diensteanbieter in Deutschland speichern. Die Bestandsdaten können Namen usw. des Nutzers umfassen, müssen es aber nicht.

## Vertragsbedingungen
Einige Regelungen in den Vertragsbedingungen stehen im Gegensatz zur Pseudonymität im Internet. In Deutschland existiert mit § 19 (2) TDDDG eine Vorschrift, die eine Pseudonymität erleichtert bzw. gestattet. Die Vorschrift lautet:

„Der Diensteanbieter hat die Nutzung von Telemedien und ihre Bezahlung anonym oder unter Pseudonym zu ermöglichen, soweit dies technisch möglich und zumutbar ist. Der Nutzer ist über diese Möglichkeit zu informieren.“

Einige soziale Netzwerke wie Facebook verlangen von ihren angemeldeten Nutzern die Angabe des Realnamens. Pseudonyme werden nur erlaubt, soweit sie eine tatsächliche Identifikation bewirken. Dieser Zwang ist umstritten. Während Facebook behauptet, das irische Datenschutzrecht sei anwendbar, erklärten die für Facebook Deutschland zuständige Datenschutzbehörde und auch die belgische Datenschutzbehörde, dass das EuGH-Urteil zum Recht auf Vergessenwerden den Ort der tatsächlichen Geschäftstätigkeit zum Anknüpfungspunkt definiert habe. Damit wäre dann deutsches bzw. belgisches Datenschutzrecht einschlägig. Des Weiteren sei laut Facebook ein Verzicht auf Klarnamen, selbst wenn § 13 Abs. 6 des Telemediengesetzes (ab 1. Dezember 2021: § 19 (2) TTDSG) anwendbar wäre, nicht zumutbar.
Das Landgericht Berlin hat mit Urteil vom Januar 2018 die in den Nutzungsbedingungen von Facebook enthaltene Forderung, Profile ausschließlich mit Klarnamen und zutreffenden Daten anzulegen, für unwirksam erklärt, weil sie gegen deutsches Datenschutzrecht verstoße. Dieses Urteil wurde durch Urteil vom 20. Dezember 2019 vom Kammergericht als Berufungsgericht bestätigt. Das Kammergericht verneinte die Erforderlichkeit der Datenverarbeitung im Sinne der Datenschutz-Grundverordnung (DS-GVO). (Vgl. Datensparsamkeit)
Das Oberlandesgericht München entschied dagegen im Dezember 2020, dass ein Nutzer unter der Geltung der Datenschutz-Grundverordnung auf Facebook kein Recht auf ein Pseudonym habe. Das Verbot eines Klarnamenzwangs nach § 13 Abs. 6 Satz 1 TMG stehe im Konflikt mit den Bestimmungen der Datenschutz-Grundverordnung, die seit dem 25. Mai 2018 verbindlich sei und die bewusst kein Recht auf ein Pseudonym vorsehe. Die Bestimmung des TMG sei daher so auszulegen, dass sie unter dem Vorbehalt der Zumutbarkeit für den Diensteanbieter stehe. Diese Zumutbarkeit hat das OLG München im Fall für Facebook verneint.
Im Revisionsverfahren entschied der Bundesgerichtshof, also letztinstanzlich, dass die Klausel Facebooks, die den Klarnamenszwang begründete, illegal sei, die vorangehenden Urteile also aufzuheben seien. Im Innenverhältnis, also gegenüber dem Vertragspartner Facebook, müssen Nutzer jedoch ihren Klarnamen offenlegen. Direkt gilt das Urteil nur für Verträge, die bereits bei Inkrafttreten der Datenschutzgrundverordnung im Mai 2018 bestanden.
Anders als Facebook hatte Konkurrent Google+ den Klarnamenzwang sowie Verifizierungsmodalitäten für Pseudonyme für sein soziales Netzwerk Google+ aufgrund lautstarker Proteste vor Einstellung des Netzwerks bereits abgeschafft.

## Andere Rechtsordnungen
Der US-Supreme Court hat für US-Bürger ein Recht auf Pseudonymität anerkannt:

„Anonymität ist ein Schutzschild gegen die Tyrannei der Mehrheit. Sie veranschaulicht den Sinn der Bill of Rights und den Ersten Verfassungszusatz im Speziellen: unpopuläre Personen vor Vergeltung, ihre Ideen vor Unterdrückung zu schützen und vor den Handlungen einer intoleranten Gesellschaft. Das Recht anonym zu bleiben darf nur dann verletzt werden, wenn es betrügerisches Verhalten schützt. Aber die politische Rede hat von ihrer Natur her manchmal unangenehme Konsequenzen, und im Allgemeinen räumt unsere Gesellschaft dem Wert der freien Rede größeres Gewicht als der Gefahr ihres Missbrauchs ein.“

In anderen Rechtsordnungen wird die Anonymität zum Teil noch weitergehend geschützt. Ein 2007 in Südkorea gesetzlich in Kraft getretener Klarnamenzwang für Websites wurde 2012 vom Verfassungsgericht des Landes als verfassungswidrig verworfen.
Die österreichische Bundesregierung hat sich im November 2018 auf Maßnahmen verständigt, mit der Begründung, so besser gegen Hass im Netz vorgehen zu können. In Zukunft soll es zwar keine Klarnamenspflicht, dafür aber ein „digitales Vermummungsverbot“ geben.
In mehreren Staaten, insbesondere solchen mit autoritären oder totalitären Regimes (China, Nordkorea, Iran etc.), ist für Nutzer von Telemedien die anonyme oder pseudonyme Nutzung unmöglich.
Die Volksrepublik China zwingt Internetnutzer seit dem 1. März 2015 zur Registrierung mit Klarnamen bei jedweder Internetnutzung.

## Auswirkungen
Durch den Klarnamenszwang, der 2007 in Südkorea in Kraft trat, wurde eine breite Datenlage geschaffen. Eine Studie kam 2012 zu dem Schluss, dass eine signifikante Reduktion der Schimpfwörter und Beleidigungen feststellbar war. Dieser Effekt zeigte sich vor allem bei solchen Nutzern, die häufiger auf der Plattform aktiv waren. Die Anzahl der Interaktionen und der Postings veränderte sich kaum. Die Studie erfasste jedoch nicht, ob die Meinungsäußerung von Minderheiten abnahm.
Nach Ansicht der US-amerikanischen Geisteswissenschaftlerin und Expertin für Webkultur Whitney Phillips von 2017 gibt es keine stichhaltigen Beweise dafür, dass Anonymität direkt zu schlechtem Verhalten führt. Viel wichtiger sei, so Phillips, die Rolle von Gruppennormen. Eine Studie aus dem Jahr 2012 zeige, dass, wenn die Norm einer bestimmten Gruppe darin bestehe, sich destruktiv, bösartig oder gewalttätig zu verhalten, dieses Verhalten aufgrund des reduzierten sozialen Risikos in Online-Umgebungen durch Anonymität noch verstärkt werde. Wenn hingegen die Normen der Gruppe Mitgefühl und Toleranz seien, dann werde Anonymität diese Verhaltensweisen bestärken.